# László Fekete
László Fekete (ur. 28 stycznia 1958 w Ősi) – węgierski strongman.
Najlepszy węgierski strongman w historii tego sportu. Dziesięciokrotny Mistrz Węgier Strongman w latach 1988, 1989, 1990, 1991, 1992, 1993, 1994, 1995, 1996 i 1997. Drużynowy Wicemistrz Świata Par Strongman 2006.

## Życiorys
László Fekete wziął udział siedmiokrotnie w indywidualnych Mistrzostwach Świata Strongman, w latach 1988, 1989, 1990, 1994, 1998, 1999 i 2000. W Mistrzostwach Świata Strongman 1994 i Mistrzostwach Świata Strongman 1998 nie udało mu się zakwalifikować do finałów. W Mistrzostwach Świata Strongman 2000 nie zakwalifikował się do finału w wyniku kontuzji. Najwyższa lokata, jaką zdobył w tych zawodach, to 5. miejsce na Mistrzostwach Świata Strongman 1989. Jest to tym samym najwyższa lokata zajęta, w całej historii tych mistrzostw, przez węgierskiego zawodnika.
Syn László, László Fekete Ifj., również bierze udział w zawodach siłaczy.
Wymiary:
- wzrost 185 cm
- waga 124 kg
- biceps 56 cm
- klatka piersiowa 145 cm

## Osiągnięcia strongman
- 1988
  - 1. miejsce - Mistrzostwa Węgier Strongman
  - 8. miejsce - Mistrzostwa Świata Strongman 1988
- 1989
  - 1. miejsce - Mistrzostwa Węgier Strongman
  - 5. miejsce - Mistrzostwa Świata Strongman 1989
- 1990
  - 1. miejsce - Mistrzostwa Węgier Strongman
  - 6. miejsce - Mistrzostwa Świata Strongman 1990
- 1991
  - 1. miejsce - Mistrzostwa Węgier Strongman
- 1992
  - 1. miejsce - Mistrzostwa Węgier Strongman
- 1993
  - 1. miejsce - Mistrzostwa Węgier Strongman
- 1994
  - 1. miejsce - Mistrzostwa Węgier Strongman
  - 8. miejsce - Mistrzostwa Europy Strongman 1994
- 1995
  - 1. miejsce - Mistrzostwa Węgier Strongman
  - 12. miejsce - Mistrzostwa Europy Strongman 1995
- 1996
  - 1. miejsce - Mistrzostwa Węgier Strongman
- 1997
  - 1. miejsce - Mistrzostwa Węgier Strongman
- 1998
  - 8. miejsce - Drużynowe Mistrzostwa Świata Par Strongman 1998
- 1999
  - 4. miejsce - Mistrzostwa Europy Strongman 1999
  - 9. miejsce - Mistrzostwa Świata Strongman 1999
  - 9. miejsce - Drużynowe Mistrzostwa Świata Par Strongman 1999
- 2000
  - 7. miejsce - Mistrzostwa Europy Strongman 2000
- 2002
  - 9. miejsce - Drużynowe Mistrzostwa Świata Par Strongman 2002
- 2003
  - 10. miejsce - Super Seria 2003: Silvonde
- 2006
  - 2. miejsce - Drużynowe Mistrzostwa Świata Par Strongman 2006